# にじぞう
にじぞうは、アートディレクター、グラフィックデザイナー、イラストレーターの林修三によるキャラクターである。

## 概要
にじぞうは、林修三が「子供たちに伝わるものがつくりたい」「幸せをテーマにした作品づくり」と描き始めた虹色の象のキャラクター。広告や出版物で起用されている。作品づくりの多くはクラフト紙やスケッチブックに描かれており、その中の一部を自身の手でトレースし、データ化している。2006年にミュージシャンのレイ・ハラカミが、楽曲「にじぞう」を発表し、にじぞうによるミュージックビデオが作られている。プロデュースはクリエイティブ・ディレクターの青木克憲。版権管理はバタフライ・ストローク・株式會社。

## 起用広告・出版物
- J-WAVEポスター（2007年）
- J-WAVE hug hug chu chu（2007年）
- パークシティLaLa横浜（2006年）
- マームプロジェクト（2003年）

## 展覧会
- にじぞう10周年展（2014年・@btf）
- にじぞうハンカチ展（2012年・H TOKYO）
- にじぞう展覧会（2006年・京都アートゾーン）
- にじぞう展覧会（2005年・IID Gallery 世田谷ものづくり学校）

## 映像作品
- ブリッジ（2011年・ベビスマ）
- にじぞう（2006年・レイ・ハラカミミュージックビデオ）
- JOY（2006年）
- にじぞう2005（2005年）

## グッズ
- にじぞうハンカチ（2011年〜・H TOKYO）
- にじぞうTシャツ（2011年・T-SHIRTS TRINITY）

## 関連人物
- 青木克憲
- 仲條正義
- レイ・ハラカミ